# ISO 3166-2:BA
ISO 3166-2:BA è uno standard ISO che definisce i codici geografici delle suddivisioni della Bosnia ed Erzegovina; è un sottogruppo dello standard ISO 3166-2.
Sono assegnati codici alle tre entità del Paese, il cui codice è formato formati da BA- — sigla ISO 3166-1 alpha-2 dello Stato — seguito da tre lettere.

## Codici

### Entità
| Codice | Entità                              |
| ------ | ----------------------------------- |
| BA-BIH | Federazione di Bosnia ed Erzegovina |
| BA-BRC | Distretto di Brčko                  |
| BA-SRP | Repubblica Serba                    |

## Codici non più in uso

### Cantoni

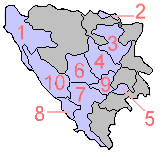
Mappa della Federazione di Bosnia ed Erzegovina divisa in cantoni, ognuno contrassegnato dal proprio codice ISO 3166-2.

Fino al 2015, l'ISO prevedeva dei codici anche per i cantoni, suddivisione amministrativa di secondo livello della Federazione di Bosnia ed Erzegovina.
| Codice | Cantone                             |
| ------ | ----------------------------------- |
| BA-01  | Cantone dell'Una-Sana               |
| BA-02  | Cantone della Posavina              |
| BA-03  | Cantone di Tuzla                    |
| BA-04  | Cantone di Zenica-Doboj             |
| BA-05  | Cantone del Podrinje bosniaco       |
| BA-06  | Cantone della Bosnia Centrale       |
| BA-07  | Cantone dell'Erzegovina-Narenta     |
| BA-08  | Cantone dell'Erzegovina Occidentale |
| BA-09  | Cantone di Sarajevo                 |
| BA-10  | Cantone 10                          |